# Theaterschiff Batavia

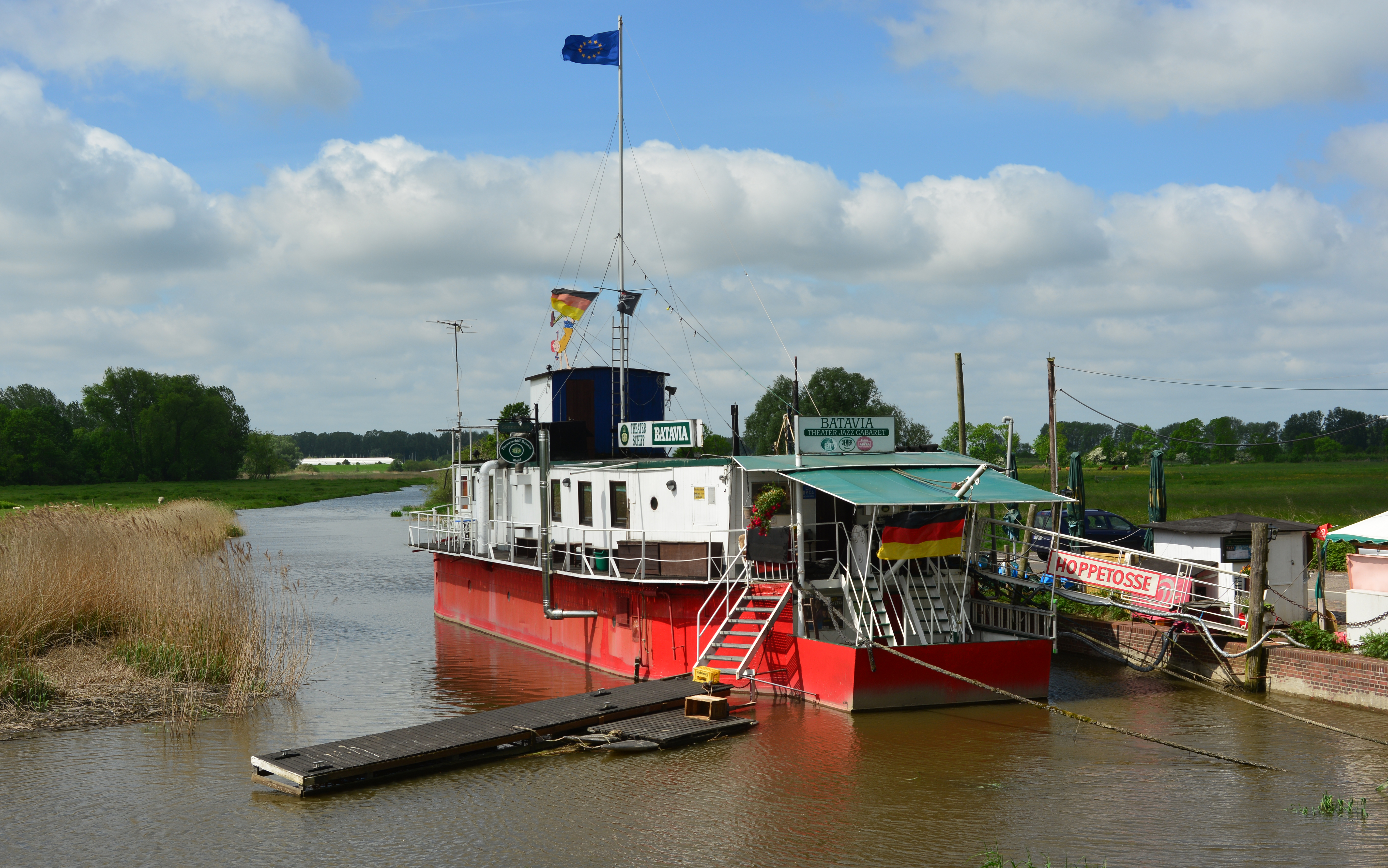
Das Theaterschiff Batavia in der Wedeler Au

Das Theaterschiff Batavia ist ein zu einem Theater umgebautes Schiff in Wedel.

## Geschichte
Das Theaterschiff ist 29,8 Meter lang und 7,8 Meter breit, der Tiefgang beträgt 1,2 Meter.
Das Schiff soll nach Angaben des Betreibers das ehemalige Flusskanonenboot Vaterland sein, das 1892 in Stettin für die Kaiserliche Marine gebaut wurde. Hierfür gibt es ausweislich aller vorhandenen Unterlagen jedoch keine Beweise. Die tatsächliche Vaterland wurde 1903 auf der Schichauwerft in Elbing gebaut und 1942 im Kaiserreich Mandschuko außer Dienst gestellt. Ihr Verbleib ist unbekannt.
Das Schiff wurde, wiederum nach Angaben des Betreibers, zunächst in Qingdao eingesetzt. 1943 kam es nach Hamburg, wo es nach einem Bombentreffer sank. 1952 wurde es gehoben und von einem Ruderclub als Clubhaus genutzt. Als der Ruderclub sich 1972 auflöste, kaufte Hannes Grabau das Schiff und benannte es in „Batavia“ um. Grabau nutzte das Schiff zunächst als Hausboot. 1974 ließ er es zum Theaterschiff umbauen. Seit 1976 liegt das Schiff am Rand von Wedel am Brooksdamm in der Wedeler Au.

## Theaterschiff
Das Schiff wird für Theateraufführungen, Kabarett, Kleinkunst und Livemusik genutzt. Im Sommer wird darüber hinaus auch Freiluftkino am Schiff gezeigt. Der Theatersaal bietet rund 70 Personen Platz.
Seit 2006 beherbergt das Theaterschiff auch die Kindertheaterschule Seepferdchen.
Daneben befindet sich an Bord auch eine kleine Gaststätte sowie in den Sommermonaten ein Biergarten vor dem Schiff.